# Белелик
Белелик (хак. Пілӧліг — «оселковый») — деревня в составе Боградского сельсовета Боградского района Республики Хакасия.

## География
Населённый пункт расположен на берегу реки Большая Тесь недалеко от соснового леса. В окрестностях посёлка ведётся добыча известняка.

### Внутреннее деление
Состоит из 4 улиц: Атаманская, Горная, Казачья, Центральная.

## Топонимика
Название происходит от хакасского пілӧ — «точильный камень», «брусок», пілӧліг — «оселковый». Это название связано с несколькими месторождениями мела в окрестностях населённого пункта. Многие здания в Белелике построены из местного белого известняка.

## История
Точная дата основания деревни неизвестна. По мнению местных краеведов, населённый пункт существовал её в XVI—XVII веках, однако исторических документов, это подтверждающих, пока не найдено.
Впервые населённый пункт упоминается в 1907 году как посёлок Белоликий.
В 1925 году переименован в Белелик.

## Население
| 2002 | 2010 |
| ---- | ---- |
| 160  | ↘137 |

Национальный состав
В 2002 году — русские (76 %)